# Nostoc azollae
Nostoc azollae (dříve Anabaena azollae) je gramnegativní fotosyntetizující bakterie ze třídy sinic (Cyanobacteria). Tento mikroorganismus tvoří symbiotické vztahy s drobnými kapradinami druhu azola (Azolla), díky čemuž hraje významnou roli při fixaci dusíku a jeho recyklaci v životním prostředí.

## Historie objevu
První izolace sinice Nostoc azollae byla provedena roku 1979 z rostliny druhu Azolla caroliniana. Původně byla klasifikována jako Anabaena azollae (rod Anabaena), avšak na základě analýz restrikčních fragmentů (zkr. RFLP) bylo zjištěno, že daný izolovaný kmen sinice je odlišný od volně žijících sinic a později byla přeřazena do rodu jednořadek (Nostoc).

## Charakteristika a morfologie buňky
Jedná se o modrozelenou sinici, jejíž jednotlivé buňky dosahují velikosti 1–10 μm. Samotné kolonie těchto sinic tvoří slizový obal a mohou mít různou velikost, která se pohybuje v průměru několik centimetrů. Vyskytuje se ve formě vláknitých nerozvětvených struktur, a kromě fotosyntetizujících buněk obsahují i tři diferencované typy se specializovanými funkcemi.
Prvním typem jsou heterocysty, tvořící 3–10% celkového počtu buněk v kolonii. Jsou to specializované buňky pro fixaci dusíku, které vznikají jako odpověď na nízké koncentrace dusíkatých živin v prostředí. Heterocysty mají tlusté buněčné stěny, které minimalizují průnik vnějšího kyslíku, čímž umožňují fungování enzymu nitrogenázy. Dále N. azollae může tvořit hormogonie. Jedná se o krátké a pohyblivé filamenty, které sinici umožňují pohyb a šíření do nových prostředí. Posledním typem jsou akinety, struktury připomínající spory. Jsou dormantní, s tlustou buněčnou stěnou a zásobami živin. Umožňují přežití v nepříznivých podmínkách po delší dobu, například v období sucha nebo nedostatku živin.

## Genom
Pro několik kmenů N. azollae byla určena kompletní sekvenace genomu. Například sekvenovaný kmen N. azollae 708 měl genom o velikosti 5,84 megabází (Mb), skládající se z jednoho cirkulárního chromozomu a dvou plasmidů. Genom zahrnuje také čtyři rRNA klastry a 44 různých tRNA druhů. Nízký obsah G+C nukleotidů (38,3%) a přítomnost přibližně 5357 kódujících sekvencí, z nichž 3668 má intaktní otevřené čtecí rámce, naznačují pokročilou erozivní evoluci. Až 31,2% genomu tvoří pseudogeny. V důsledku specializace na symbiotický způsob života ztratil druh N. azollae mnoho genů potřebných pro samostatný život. Stal se obligátním symbiontem, což znamená, že nemůže přežít bez hostitele. Studie naznačují, že eroze genomu stále probíhá i v současnosti.[kdy?] Mezi pseudogeny patří například iniciátor replikace DNA, což naznačuje, že tento druh sinice má potíže s rozmnožováním. Symbióza tak pravděpodobně představuje obligátní životní strategii N. azollae.

## Význam a využití
N. azollae vytváří mutualistický vztah s různými kapradinami, ale nejvíce se zmiňuje v souvislosti kapradinou Azolla filiculoides. Jedním z nejzajímavějších aspektů soužití těchto organismů je to, že se buňky sinice přenášejí vertikálně z jednoho hostitele na druhého, což je odlišné od většiny ostatních symbiotických vztahů mezi rostlinami a mikroorganismy. Právě v životním cyklu sinice hraje klíčovou roli vegetativní rozmnožování, při kterém se buňky dělí a tvoří nové kolonie. Kapradiny rodu Azolla se rozmnožují převážně vegetativně pomocí fragmentace, přičemž každá nová část obsahuje dutiny se sinicí. Při sexuálním rozmnožování tvoří kapradiny sporokarpy obsahující mikro- a megaspory, a tím jsou přenášeny buňky sinic i do dalších generací, což zajišťuje pokračování symbiotického vztahu.
Hlavním přínosem symbiózy mezi těmito organismy je fixace dusíku, která obohacuje prostředí o biologicky dostupný dusík. Buňky sinice žijí uvnitř specializovaných listových dutin kapradiny, které jim poskytují stabilní a chráněné prostředí. Zde fixují vzdušný dusík pomocí enzymu nitrogenázy a tím dodávají amonné ionty rostlině. Na oplátku kapradina dodává sinici organické sloučeniny, například sacharidy a další látky, které symbiont využívá jako zdroj energie.
Kapradina též podporuje biodiverzitu mokřadů a vodních ekosystémů tím, že vytváří husté zelené pokryvy na vodní hladině, které poskytují útočiště a zdroj živin pro různé vodní organismy, včetně hmyzu, žab a ryb.
Tento symbiotický vztah umožňuje absorpci skleníkového plynu CO₂ prostřednictvím fotosyntézy, což podle vědeckých modelů mohlo během tzv. „Azolla události“ (cca. před 50 miliony lety) přispět k ukládání uhlíku do sedimentů a ochlazení klimatu. Tento proces je však interpretován na základě paleoekologických dat a geologických nálezů, nikoli přímých experimentálních důkazů.
Historické využití symbiozy mezi N. azollae a azolou lze sledovat až do starověké Číny, kde byly tyto kapradiny používány jako přírodní dusíkaté hnojivo v rýžových polích. Tato praxe je populární dodnes, přičemž výzkum se snaží aplikovat tuto technologii v oblasti moderního udržitelné zemědělství a zvyšování produkce potravin. Díky vysokému obsahu bílkovin je kapradina spolu se svými symbionty také využívána jako krmivo pro dobytek a drůbež. Další oblastí výzkumu je biotechnologický potenciál, např. pro výrobu bioplastů a biopaliv  nebo využití schopnosti sekvestrace atmosférického CO₂.